# 3377 Lodewijk
3377 Lodewijk је астероид главног астероидног појаса чија средња удаљеност од Сунца износи 2,917 астрономских јединица (АЈ).
Апсолутна магнитуда астероида је 12,6.